# Capela în memoria voluntarilor bulgari
Capela în memoria voluntarilor bulgari este un lăcaș de cult și monument de arhitectură de însemnătate națională, situat în cadrul memorialului „Șipka”. Este introdus în Registrul monumentelor de istorie și cultură din municipiul Chișinău.
A fost ridicată în 1882, pe locul unde, la 12 aprilie 1877, au participat cca. 8.000 de combatanți la trecerea în revistă a trupelor ruse, voluntarilor bulgari și moldoveni, înainte de plecarea lor spre Balcani pentru a participa la eliberarea Bulgariei de sub ocupația otomană.
Edificiul are o formă octogonală în plan și prezintă o singură încăpere rituală, acoperită de o turlă luminoasă. Formele arhitecturale corespund unei interpretări eclectice a arhitecturii ruse, cu detalii neoclasice.
În anii 1990, în fața intrării a fost adăugat un volum nou, cu repetarea decorației plastice a clădirii vechi. Noul element a afectat aspectul edificiului cu menire comemorativă.

## Galerie de imagini

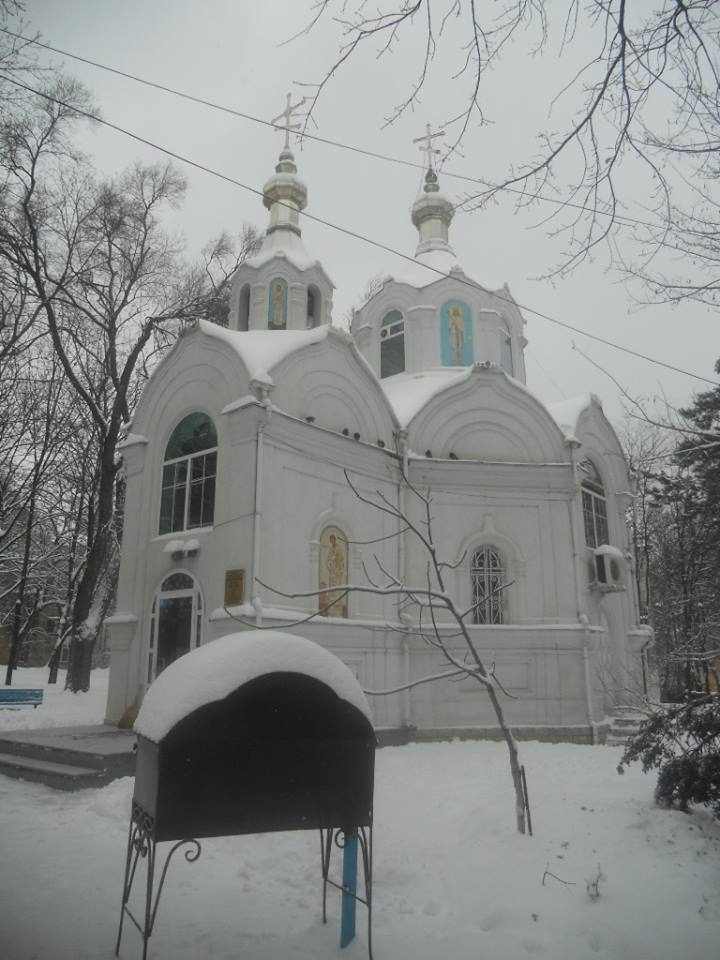
Aspect până la restaurare.
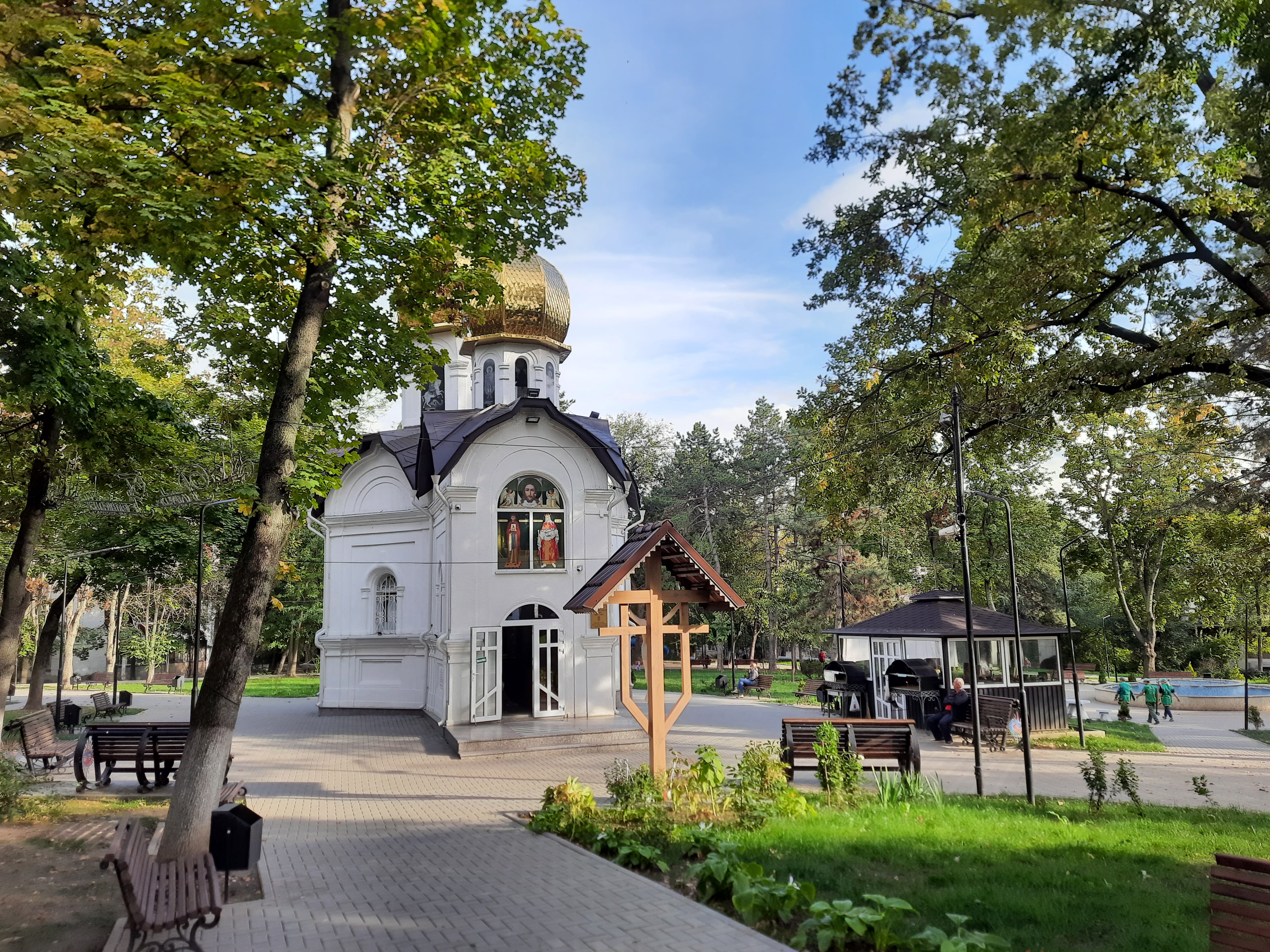
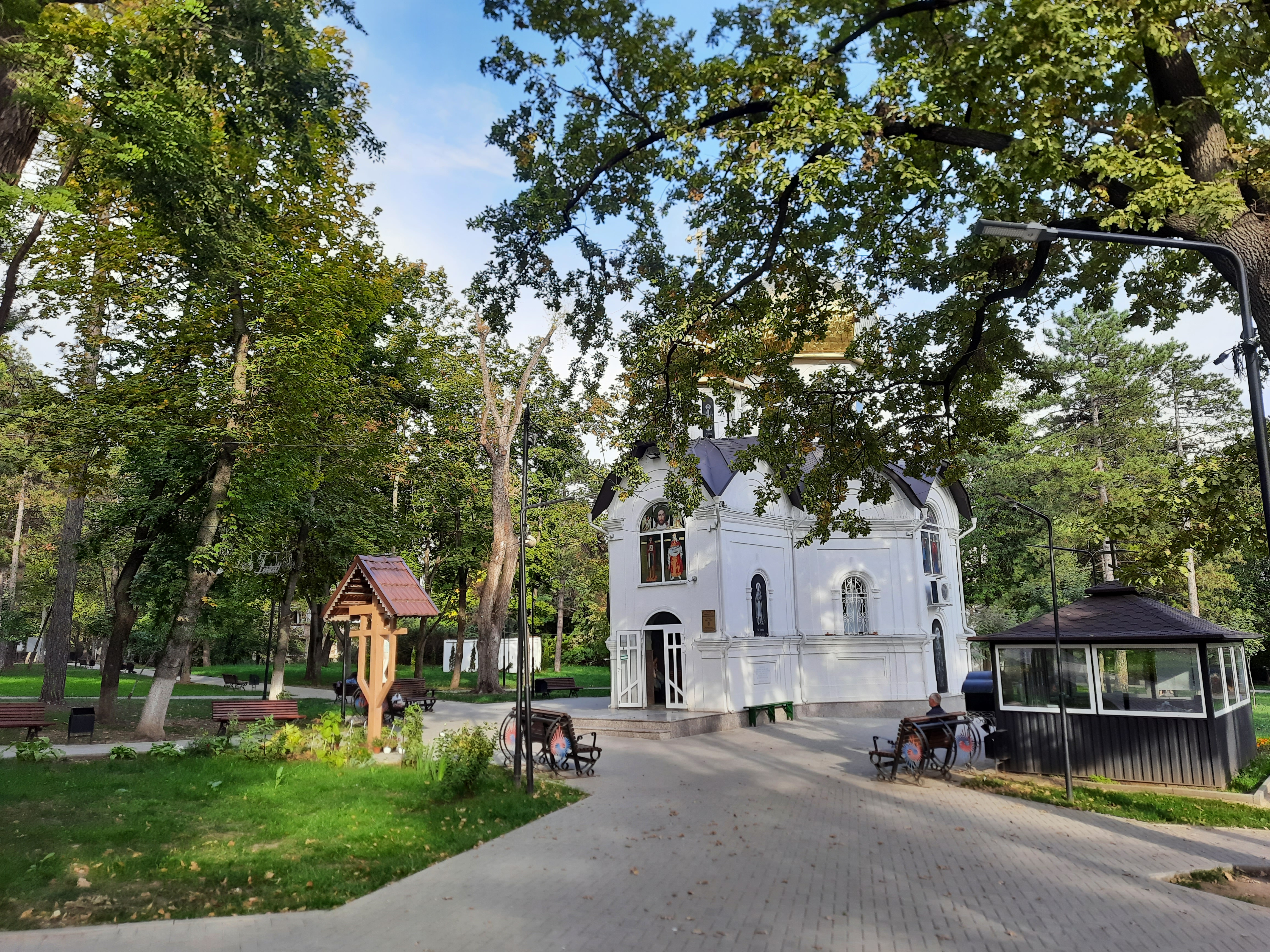
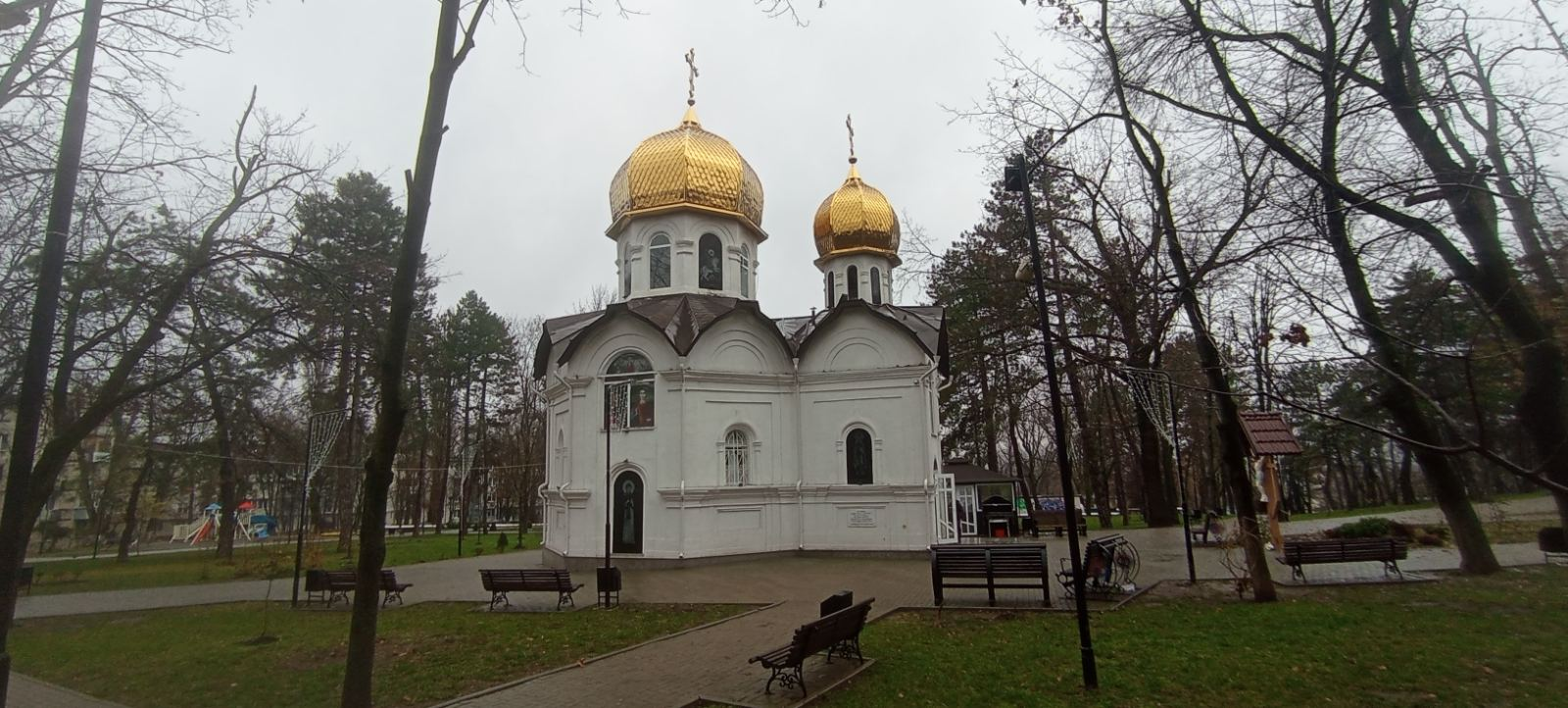
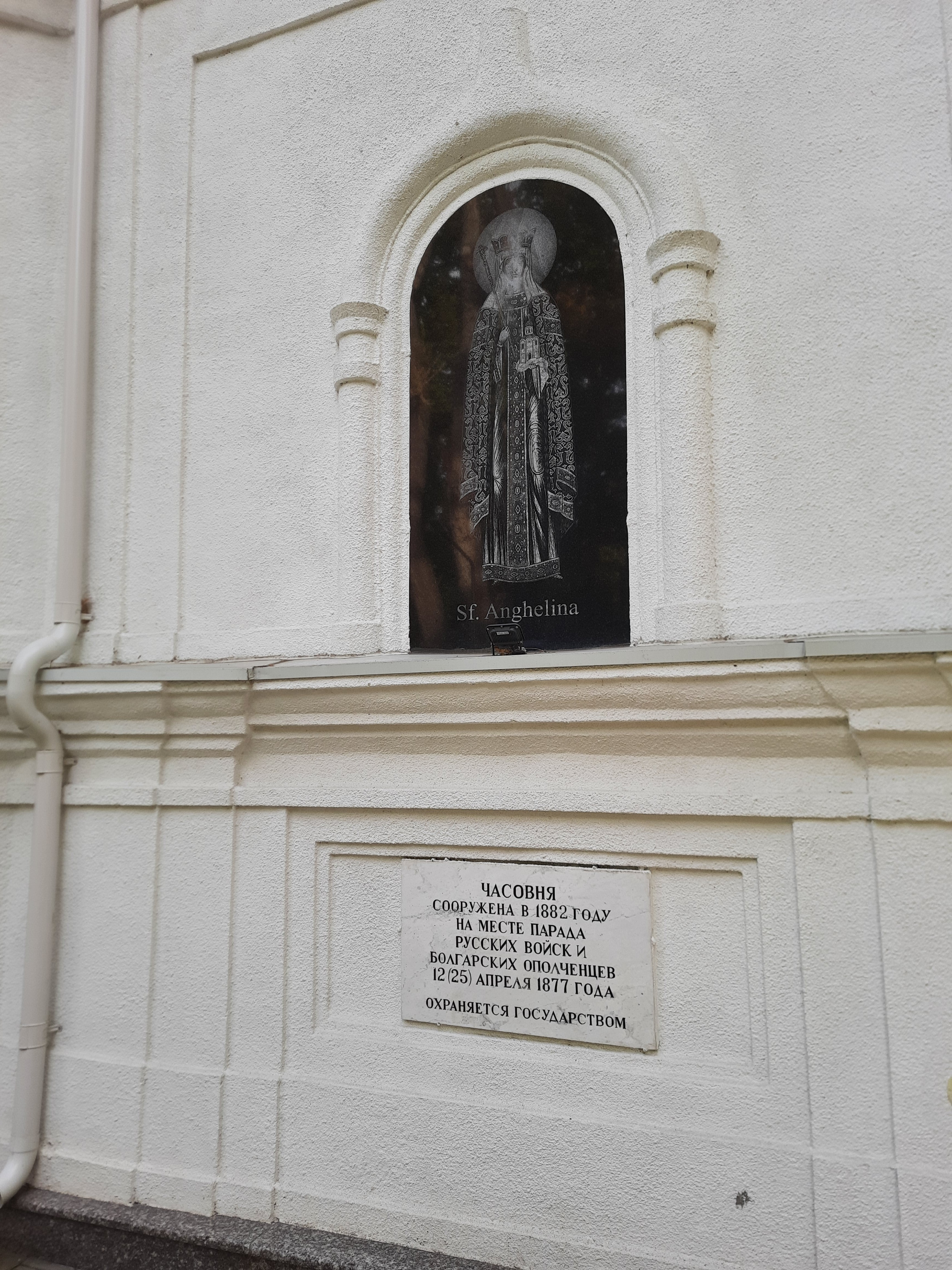
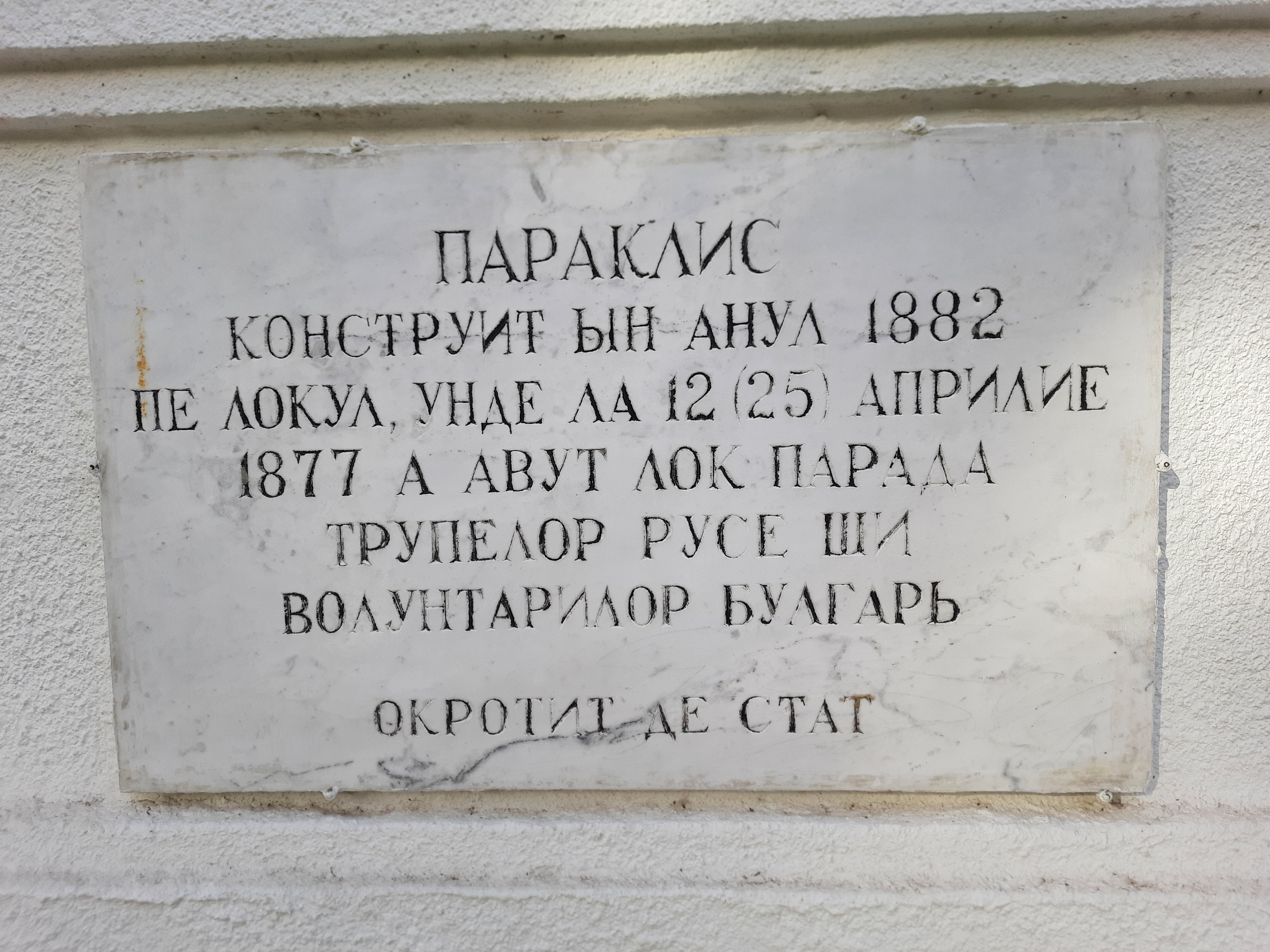